# Ukraiński Cmentarz Wojskowy w Kaliszu
Ukraiński Cmentarz Wojskowy w Kaliszu – cmentarz wojskowy położony na osiedlu Szczypiorno w Kaliszu, założony w 1914 jako cmentarz jeniecki przy pruskim obozie jeńców rosyjskich, angielskich i francuskich, od 1917 cmentarz obozowy przy obozie legionistów polskich, od 1921 cmentarz obozowy przy obozie internowanych żołnierzy ukraińskich; od 1929 cmentarz wojskowy; po 1945 zdewastowany, popadł w ruinę; częściowo zrekonstruowany w latach 1995–2001, ponownie otwarty w 1999.